# The Fury (Gary Numan)
The Fury è il nono album discografico di Gary Numan, pubblicato dalla Numa Records, di proprietà di Numan, nel settembre 1985.
È stato ristampato in CD nel 1991 e nel 1996 dalla Numa Records, nel 1998 dalla Cleopatra Records per il mercato statunitense e nel 1999 dalla Eagle Records per il mercato inglese, con alcune differenze nel numero e nella disposizione delle tracce.

## Tracce
(Musiche e testi di Gary Numan, eccetto traccia 2 e 7, di Numan e Andy Coughlan)
Tracce vinile 1984 (Numa Records)
1. Call Out the Dogs - 4:42
2. This Disease - 4:04
3. Your Fascination - 4:46
4. Miracles - 3:40
5. Pleasure Skin - 4:10
6. Creatures - 5:10
7. Tricks - 5:43
8. God Only Knows - 5:26
9. I Still Remember - 4:04

Tracce CD 1991 (Numa Records)
1. Call Out the Dogs - 4:42
2. This Disease - 4:04
3. Your Fascination - 4:46
4. Miracles - 3:40
5. Pleasure Skin - 4:10
6. Creatures - 5:10
7. Tricks - 5:43
8. God Only Knows - 5:26
9. I Still Remember - 4:04

Tracce CD 1996 (Numa Records)
1. Call Out the Dogs - 6:47
2. This Disease - 5:19
3. Your Fascination - 5:14
4. Miracles - 4:22
5. Pleasure Skin - 5:03
6. Creatures - 6:40
7. Tricks - 6:21
8. God Only Knows - 6:38
9. I Still Remember - 5:24

Tracce CD 1998 mercato statunitense (Cleopatra Records)
1. Call Out the Dogs - 4:42
2. This Disease - 4:04
3. Your Fascination - 4:46
4. Miracles - 3:40
5. Pleasure Skin - 4:10
6. Creatures - 5:10
7. Tricks - 5:43
8. God Only Knows - 5:26
9. I Still Remember - 4:04
10. Call Out The Dogs (Extended) - 6:47
11. I Still Remember (12" Version) - 5:22
12. Anthem - 3:29
13. Tribal - 5:57
14. The Fear ('95 Remix) - 6:16

Tracce CD 1999 mercato inglese (Eagle Records)
1. Call Out the Dogs - 6:47
2. This Disease - 4:04
3. Your Fascination - 4:46
4. Miracles - 3:40
5. Pleasure Skin - 4:10
6. Creatures - 5:10
7. Tricks - 5:43
8. God Only Knows - 5:26
9. I Still Remember - 4:04
10. We Need It - 7:01
11. Anthem - 3:29
12. No Shelter - 1:54
13. The Fear ('95 Remix) - 6:16

## Musicisti
- Gary Numan – voce, tastiere, chitarra
- Tracey Ackerman - voce
- Tessa Niles - voce
- Bill Nelson - chitarra, tastiere
- Rrussell Bell - chitarra
- Ian Herron - chitarra
- Andy Coughlan – basso
- Martin Elliott - basso